# Федеральное бюро тюрем
Федеральное бюро тюрем США (англ. Federal Bureau of Prisons) — федеральное агентство Министерства юстиции США, отвечающее за федеральную систему тюрем, содержание федеральных преступников и исполнение решений и постановлений федеральных судов по уголовным делам. Также Бюро Тюрем занимается заключёнными, совершившими преступления против закона федерального округа Колумбия.
Бюро состоит из более чем 116 учреждений, шести региональных бюро, 22 общественных исправительных колоний, имеет штаб-квартиру в Вашингтоне, округ Колумбия, и два учебных центра. Бюро несет ответственность за охрану и опеку около 210 000 федеральных преступников. Примерно 82 процента этих заключенных заключены в исправительные колонии или содержатся под стражей. Остальные заключаются в государственные и местные исправительные учреждения, тюрьмы и исправительные колонии штатов.
Бюро также несет ответственность за выполнение всех судебных приказов федеральных судей (кроме приказов по военным законам), и отвечает за федеральную камеру смерти, где приводятся в исполнение приговоры к смертной казни (путём смертельной инъекции) в федеральном исправительном комплексе в городе Терре-Хот, штат Индиана.